# Аскаров, Сардорбек Джахангирович
Сардорбек Джахангирович Аскаров (17 февраля 1987) — киргизский футболист, полузащитник. Выступал за сборную Кыргызстана.

## Биография

### Клубная карьера
Дебютировал в высшей лиге Кыргызстана в 2001 году в составе клуба «Динамо-Алай» (Ош). Спустя три года снова попал в команду, носившую теперь название «Алай», и выступал за неё следующие несколько сезонов с перерывами[уточнить]. В 2008[уточнить] и 2009 годах в составе «Алая» становился бронзовым призёром чемпионата Кыргызстана.
В 2010 году был в заявке бишкекской «Алги». В 2011 году выступал за «Нефтчи» (Кочкор-Ата), с которым стал серебряным призёром чемпионата и финалистом Кубка Кыргызстана, а также выступал в матчах Кубка президента АФК. В 2012 году снова выступал за «Алай», но покинул команду в ходе сезона, а в 2013 году опять выступал за «Нефтчи». В 2016 году включался в заявку «Алая».

### Карьера в сборной
В составе олимпийской сборной Кыргызстана принимал участие в Азиатских играх 2006 года.
В национальной сборной Кыргызстана дебютировал 7 апреля 2006 года в матче Кубка вызова АФК против Макао, заменив на 68-й минуте Руслана Джамшидова. Всего за сборную сыграл 2 матча, оба — в 2006 году на Кубке вызова АФК, а его команда стала бронзовым призёром турнира.